# O Sapato de Cetim
O Sapato de Cetim (em francês Le Soulier de Satin) (1985) é um filme português de Manoel de Oliveira, falado em francês.
Trata-se de uma co-produção com a França, de iniciativa francesa, adaptação da obra homónima de Paul Claudel, cujo catolicismo se afirma sem rodeios nesta sua obra. Oliveira não hesita em a transformar num filme monumental, de intermináveis planos fixos, de representações estáticas, de longas tiradas, em quadros articulados sem acção, por simples colagem. O filme, que tem cerca de sete horas, caracteriza-se por ser, com Amor de Perdição (1979), uma das suas obras mais teatrais.
O filme teve ante-estreia na Cinemateca Portuguesa, em 24 de Setembro de 1995. Voltou a ser apresentado no cinema King, em Lisboa, em três jornadas (Sábado, dia 1 e Domingo, dia 2 de Novembro de 2003). Do filme existe uma versão televisiva constituída por quatro episódios de noventa minutos cada.

## Sinopse
- «Durante o Século de Ouro espanhol, Doña Prouhèze, mulher de um nobre, ama profundamente Don Rodrigo. Este último é forçado a deixar a Espanha para a América - onde será vice-rei - , o rei impõe a Doña Prouhèze reger a cidadela de Mogador, em África.
Prouhèze manda uma carta a Don Rodrigo, mas este só a lê dez anos depois. Deixando o Novo Continente, Rodrigo chega a Mogador, onde talvez tenha reencontrado Prouhèze, que acaba por morrer enclausurada na fortaleza.
Passados dez anos, Rodrigo, que ficou mutilado, conhece Sept-Epées, a filha de Prouhèze». (Cit.: ficha do produtor).
- «Claudel disse que o tema do Soulier de Satin era o de uma lenda chinesa, que fala de dois amantes estelares que, todos os anos, após longas peregrinações, se conseguem ver frente a frente. Mas, separados pela Via Láctea, jamais se conseguem reunir.
Os protagonistas unem-se em sombra e em espírito, mas neste mundo, nesta imagem, jamais se unirão em corpo. "Le connais-tu à présent que l´homme et la femme ne peuvent s'aimer ailleurs que dans le paradis?" diz a Lua a Rodrigo.
A possibilidade de "tudo não ser mais do que a nossa imagem". Só talvez a imagem as possa libertar e, dentre todas, a imagem cinematográfica, a mais onírica e a mais fantasmagórica». (Cit.: João Bénard da Costa, Pedra de Toque, catálogo do Festival de Turim, 2000, pág.161).

## Enquadramento histórico
Le Soulier de Satin deve-se a um convite do governo francês do Primeiro Ministro Laurent Fabius (1984 -1986), presidido por François Mitterrand (1986- 1996).
O Ministro da Cultura dessa altura era Jack Lang (1981 – 1991), que desde sempre teve ligações ao teatro e que tinha como política cultural apoiar, na área do cinema, produções de cineastas europeus importantes. O Primeiro Ministro português da época era Mário Soares, no IX Governo Constitucional (1983 – 1985), cujo Ministro da Cultura foi o “afrancesado” António Coimbra Martins. É um período em que, em França, os orçamentos de estado destinados à cultura dispararam, atingindo pela primeira vez 1% do orçamento nacional, política apoiada e legitimada por Mitterrand.
O envolvimento português na produção desta obra foi protagonizado por Paulo Branco, como produtor executivo, que entretanto abandonou a V. O. Filmes, empresa de produção em que estava associado com António Pedro Vasconcelos, depois de nela ter produzido A Cidade Branca de Alain Tanner (1983), ocupando-se mais na produção de filmes franceses, vários deles de Raoul Ruiz.
A forma teatral do filme, agravada pelo peso da obra original de Claudel, é um dado que os mais fiéis defensores de Oliveira têm dificuldade em justificar:
«Quase sete horas de duração, planos geralmente longuíssimos, no limite material da duração do "magasin", câmara normalmente imóvel, impondo um único ponto de vista sobre personagens que, também normalmente, estão estáticas e se falam sem se olhar e sem olhar para a câmara, fixando um algures indefinido e insituado; uma extensíssima sucessão de "recitativos" ou "ariais" em que uma só personagem (tantas vezes) se espraia em falas de intensa e tensa duração, um filme de um cineasta português, quase integralmente falado em francês e em que se descortina mal a possibilidade de qualquer artifício (dobragem ou legendagem) "traduzir" essa língua; um texto ideológico e esteticamente avesso a qualquer moda ou gosto dominante, são estas as aparências exteriores do "opus magnum" do cinema português». (João Bénard da Costa, in fichas da Cinemateca Portuguesa).

## Ficha artística
- Luís Miguel Cintra (Dom Rodrigue, Jesuíta)
- Patricia Barzyk (Dona Prouhèze)
- Anne Cosigny (Marie SeptEpées)
- Jean-Pierre Bernard (D. Camille)
- Anne Gautier (Dona Musique)
- Franck Oger (D. Pélage)
- Jean Badin (D. Balthazar)
- Manuela de Freitas (Dona Isabel)
- Henri Serre (1º Rei)
- Jean-Yves Berteloot (2º Rei)
- Catherine Jarret (1ª Actriz)
- Anny Romand (2ª Actriz)
- Isabelle Weingarten (Anjo da Guarda)
- Denise Gence (Caminho de Santiago)
- Marie Christine Barrault (Lua)
- Maria Barroso (Voz dos Anjos)
- Marthe Moudiki Moreau (Jobarbara, a Criada Preta)
- Bernard Alane (ViceRei de Nápoles)
- Yann Roussel (Chinês)
- Diogo Dória (Almagro)
- Berangere Jean (Carniceira)
- Jorge Silva Melo (1º Chanceler - Padre Lourenço Vivas)
- Paulo Rocha (Frei João da Conceição)
- Yves Llobregat (Irrepreensível)
- Odette Barrois (Dona Onória)
- Takashi Kawahara (Daibutso o Japonês)
- Filipe Ferrer (Capelão)
- Madeleine Marion (Religiosa)
- Roland Monod (Frei Léon)
- Rosette (Camareira)
- Claude Merlin (Diego Rodriguez)
- Pascal Jouan (Arqueólogo)
- Jasmim de Matos (Alfaiate de Cádis)
- Carlos Wallenstein (Professor Hinnulus)
- Jacques Parsi (Professor Bidince)
- José Capela, Pedro Queirós e José Manuel Mendes (Ministros)
- Duarte de Almeida, João Bénard da Costa, JeanPierre Taillade e Alexandre Sousa (Cortesãos)
- Luís Lucas, Fernando Oliveira, Melim Teixeira e Daniel Briquet (Bandeirantes)
- Marques Arede, Rogério Vieira, António Caldeira Pires (Soldados)
- Virgílio Castelo, Alexandre de Melo e Rogério Samora (Oficiais)
- Manuel Cintra, José Wallenstein, Nuno Carinhas (Sentinelas)
- Rita Blanco.
- Pedro Caldeira Cabral - alaúde, João Mateus - corneta, Alexandre Delgado - violino, Luisa Vasconcelos - violoncelo (Músicos)
- Raquel Severino Loureiro (Anjo central)

## Festivais
- Festival de Cannes (1985)
- Festival de Veneza (Leão de Ouro ex-aquo a Manoel de Oliveira, Federico Fellini e John Huston)
- Navicella d’Argento – Centro Catolico Cinematografico, Itália
- Prémio L’Age d’Or da Cinemateca de Bruxelas